# Меляево
Меля́ево — деревня в Городском округе город Кулебаки Нижегородской области России.

## География
Деревня находится у реки Милява при автодороге 22К-0079.

### Уличная сеть
В деревне семь улиц: Лесная, Мира, Молодёжная, Песочная, Придорожная, Садовая и Центральная.

### Географическое положение
Расстояние до:
центра городского округа Кулебаки: 29 км.
областного центра Нижний Новгород: 124 км.

### Ближайшие населенные пункты
Гремячево 3 км, Туркуши 3 км, Тёплово 5 км, Измайловка 7 км, Чуварлейка 7 км, Новолей 9 км, Ужовка 9 км, Красновка 10 км, Саконы 10 км, Кутузовка 10 км, Туртапки 11 км, Котовка 11 км, Размазлей 11 км, Лесозавод 11 км, Леметь 12 км, Шпага 12 км, Ломовка 12 км, Урвань 12 км, Обход 12 км, Венец 12 км, Миякуши 12 км

## История
Входило до 2015 года в состав упразднённого  Тепловского сельсовета.

## Население
| 2002 | 2010 |
| ---- | ---- |
| 175  | ↗198 |

## Инфраструктура
Личное подсобное хозяйство с зоной сельскохозяйственного использования, индивидуальная застройка усадебного типа.

## Достопримечательности
В деревне построена Церковь в два престола икон Умиление Божией Матери и Неопалимая Купина.
Меляевский женский скит Серафимо-Дивеевского женского монастыря, основанный в 1899 году.

## Транспорт
Деревня доступна автотранспортом. Автобусное сообщение с районным и областным центрами. Остановка общественного транспорта «Меляево».